# Android Marshmallow
Android 6.0 "Marshmallow" (có tên mã là M, mm trong quá trình phát triển) là phiên bản lớn thứ 6 của hệ điều hành Android. Được giới thiệu lần đầu vào tháng 5 năm 2015 tại Google I/O, nó đã được chính thức phát hành vào tháng 10 năm 2015.
Marshmallow chủ yếu tập trung vào cải thiện tổng thể trải nghiệm người dùng so với Lollipop, giới thiệu một cấu trúc quyền truy cập mới, các API mới cho các trợ lý ảo theo ngữ cảnh (nổi bật nhất qua chức năng "Now On Tap"—một chức năng mới để tìm kiếm Google bằng cách quét các văn bản trong một ứng dụng và biến nó thành một giao diện đơn giản hơn bởi Google Now), một hệ thống quản lý điện năng mới sẽ giảm các hoạt động ngầm khi thiết bị đang không được sử dụng, hỗ trợ gốc cho nhận dạng vân tay và cổng kết nối USB Type-C, khả năng chuyển dữ liệu và ứng dụng sang một thẻ microSD và dùng nó làm bộ nhớ chính, cùng nhiều thay đổi khác.
Tính đến  tháng 11 năm 2017, 32,0% các thiết bị truy cập vào Google Play chạy Android 6.0.

## Lịch sử
Bản dựng xem trước cho nhà phát triển, tên mã là Android "M", đã được tiết lộ và phát hành tại Google I/O 2015 vào ngày 28 tháng 5 năm 2015, cho cac điện thoại Nexus 5 và Nexus 6, máy tính bảng Nexus 9, và set-top-box Nexus Player, dưới số bản dựng MPZ44Q. Bản xem trước nhà phát triển thứ ba với số bản dựng MPA44G được phát hành ngày 17 tháng 8 năm 2015, sau đó được cập nhật lên bản dựng MPA44I, đi kèm các sửa chữa liên quan tới cấu hình Android for Work. "Marshmallow" được chính thức công bố là tên phát hành cùng ngày đó.
Vào ngày 29 tháng 9 năm 2015, Google giới thiệu các thiết bị mới cho Marshmallow: chiếc Nexus 5X sản xuất bởi LG Electronics, chiếc Nexus 6P sản xuất bởi Huawei, và chiếc máy tính bảng Pixel C. Bản cập nhật Android 6.0 và các ảnh đĩa gốc cho Nexus 5, 6, 7 (2013), 9, và Player được phát hành ngày 5 tháng 10 năm 2015, với các bản cập nhật over-the-air tiếp theo không lâu sau đó. Các thiết bị Nexus cũ hơn, ví dụ như Nexus 4, Nexus 7 (2012) và Nexus 10 không nhận được bản cập nhật chính thức. Vào ngày 14 tháng 10 năm 2015, LG thông báo đang lên kế hoạch phát hành Marshmallow cho thiết bị cao cấp LG G4 của hãng ở Ba Lan trong các tuần kế tiếp, khiến nó trở thành thiết bị bên thứ ba đầu tiên nhận bản cập nhật Marshmallow.
Bản vá Android 6.0.1 được phát hành cho các thiết bị Nexus vào ngày 7 tháng 12 năm 2015. Nó bao gồm một số điều chỉnh để vá lỗi bảo mật, cũng như hỗ trợ thêm các emoji Unicode 8.0 (mặc dù không hỗ trợ các phần mở rộng để điều chỉnh màu da cho các emoji về con người), và khôi phục lại tính năng "until next alarm" (cho đến báo thức tiếp theo) trong chế độ Do Not Disturb.

## Tính năng

### Trải nghiệm người dùng
Một API "Assist" mới cho phép thông tin từ một ứng dụng được mở gần đây, bao gồm văn bản và ảnh chụp của màn hình hiện tại, được gửi tới một ứng dụng "trợ lý ảo" được chỉ định để xử lý và phân tích. Hệ thống này được dùng bởi tính năng "Google Now on Tap" trong ứng dụng Google Tìm kiếm, cho phép người dùng thực hiện tìm kiếm các thông tin đang được hiển thị trên màn hình. Bằng cách nhấn giữ nút "Trang chủ" hoặc sử dụng lệnh bằng giọng nói, các thẻ trên màn hình sẽ được tạo ra, hiển thị các thông tin, gợi ý, và hành động liên quan tới nội dung đó. "Direct Share" (Chia sẻ Trực tiếp) cho phép các menu Chia sẻ hiển thị các liên hệ và ứng dụng đã được sử dụng gần đây để chia sẻ.
Một thẻ SD mới hoặc các phương tiện lưu trữ ngoài khác mới được chèn vào có thể được biểu thị là "Bộ nhớ di động" hoặc "Bộ nhớ trong". "Bộ nhớ di động" sẽ giữ nguyên các hành động của các phiên bản Android trước, coi phương tiện đó là một bộ nhớ thứ hai để lưu trữ tập tin người dùng, và phương tiện lưu trữ có thể được xóa hoặc thay thế mà không phải tiêu nhập, nhưng còn tùy theo các giới hạn truy cập của ứng dụng. Khi được biểu thị là "Bộ nhớ trong", phương tiện lưu trữ sẽ được định dạng lại với một hệ thống tập tin ext4 được mã hóa, và được hệ điều hành "coi" là một phân vùng lưu trữ chính. Các dữ liệu hiện tại (bao gồm các ứng dụng và các thư mục dữ liệu "riêng tư") được chuyển sang bộ nhớ ngoài, và thiết bị sẽ hoạt động mà không có "phương tiện lưu trữ" nào. Các chức năng của ứng dụng và hệ điều hành sẽ không hoạt động đúng nếu thiết bị lưu trữ đã được nhận vào bị xóa bỏ. Nếu người dùng không thể truy cập vào phương tiện lưu trữ, bộ nhớ đã được nhận vào có thể sẽ vĩnh viễn không thể truy cập được nữa. Samsung và LG đã loại bỏ khả năng dùng thẻ SD dưới dạng "Bộ nhớ trong" trên các thiết bị Galaxy S7 và G5 của họ, khi Samsung cho rằng tính năng này sẽ gây ra mất dữ liệu một cách bất ngờ, và ngăn cản người dùng di chuyển dữ liệu bằng thẻ nhớ.

### Nền tảng
Android Marshmallow giới thiệu một mẫu quyền truy cập mới: nay chỉ còn tám thể loại quyền, và các ứng dụng sẽ không còn tự động được cấp tất cả các quyền được liệt kê lúc cài đặt. Một hệ thống opt-in đã được sử dụng, người dùng sẽ được hỏi để cho phép hoặc từ chối các quyền truy cập cụ thể (ví dụ như khả năng truy cập máy ảnh hoặc microphone) cho một ứng dụng khi chúng cần trong lần đầu tiên. Các ứng dụng sẽ ghi nhớ lựa chọn này, và người dùng có thể chỉnh sửa lại bất cứ lúc nào. Mẫu quyền truy cập mới chỉ được dùng bởi các ứng dụng được biện dịch cho Marshmallow bằng bộ phát triển phần mềm (SDK) của nó, và các ứng dụng cũ hơn sẽ tiếp tụ sử dụng mẫu quyền cũ. Các quyền truy cập vẫn có thể được chỉnh sửa lại cho các ứng dụng đó, mặc dù điều này có thể ngăn chúng hoạt động đúng, và một cảnh báo sẽ được hiển thị về tác động đó.

Marshmallow giới thiệu một hệ thống quản lý điện năng mới có tên là "Doze" và "App Standby"; khi chạy bằng điện từ pin, một thiết bị sẽ đi vào trạng thái tiêu thụ ít năng lượng nếu nó không được kích hoạt trước và thiết bị không được sử dụng. Trong trạng thái này, các kết nối mạng và các tác vụ ngầm sẽ bị giới hạn, và chỉ các thông báo "ưu tiên cao" mới được thực thi. Ngoài ra, truy cập mạng bới các ứng dụng sẽ bị trì hoãn nếu người dùng gần đây không tương tác với ứng dụng. Các ứng dụng có thể yêu cầu quyền loại bỏ chúng khỏi những chức năng trên, nhưng sẽ Cửa hàng Google Play từ chối do vi phạm chính sách "Sản phẩm Nguy hiểm" nếu chức năng lõi của chúng không bị "tác động xấu" bởi các tính năng này.
Android Marshmallow cung cấp hỗ trợ gốc cho nhận dạng vân tay trên các thiết bị được hỗ trợ qua một API tiêu chuẩn, cho phép các ứng dụng bên thứ ba được thêm vào hình thức xác nhận bảo mật vân tay. Vân tay có thể được sử dụng để bở khóa thiêt bị và xác nhận các giao dịch mua hàng trên Play Store và Android Pay. Android Marshmallow hỗ trợ USB Type-C, bao gồm cả khả năng cho phép các thiết bị sạc một thiết bị khác qua USB. Marshmallow cũng giới thiệu các "liên kết đã xác nhận" có thể được thiết lập để mở trực tiếp trong ứng dụng được chỉ định của chúng mà không cần hỏi người dùng. Dữ liệu người dùng cho các ứng dụng cho Marshmallow có thể được tự động sao lưu tới Google Drive qua Wi-Fi. Mỗi ứng dụng được nhận tới 25 MB dung lượng lưu trữ, tách biệt so với phần lưu trữ Google Drive của người dùng.
Tới bản Marshmallow, Tài liệu Định nghĩa Tương thích Android (Android Compatibility Definition Document) đã có thêm các nhiệm vụ bảo mật mới cho các thiết bị, bắt buộc các thiết bị có thể truy cập dữ liệu mã hóa mà không ảnh hưởng tới hiệu năng phải kích hoạt Secure boot và mã hóa thiết bị theo mặc định. Các điều kiện này bao gồm một phần các yêu cầu kỹ thuật cần phải đạt được để được chứng nhận cho hệ điều hành, và có thể cấp giấy phép cho phần mềm Google Mobile Services. Yêu cầu nhiệm vụ mã hóa thiết bị ban đầu được dự định có hiệu lực từ phiên bản Lollipop, nhưng bị trì hoãn do vấn đề hiệu năng.